# Babi Badalov
Babi Badalov (né le 18 juin 1959 à Lerik, République d'Azerbaïdjan, en Union soviétique) est un artiste azéri talysh, de langue natale talysh.

## Biographie
Après son service militaire, Babi Badalov s'installe à Saint-Pétersbourg (alors appelée Léningrad), où il devient une figure de la scène artistique underground. Dans les années 1990, il fait partie d'un squat d'artistes rue Pouchkine.
Il s'exprime principalement à travers la peinture, les objets, les installations et les performances. Il intègre souvent ses poèmes à ses œuvres, et parle de poésie visuelle.
Après avoir vécu en Russie, il s'installe au Royaume-Uni, à Cardiff. Sa demande d'asile lui est alors refusée, et il est renvoyé en Azerbaïdjan, où il est menacé en raison de son homosexualité. Il obtient l'asile politique en France en 2011.

## Poésie visuelle
- Brankusi, Babi Badalov, 2007
- Abramovich, Babi Badalov, 2007
- All Possiblity, Long Nails, Babi Badalov, 2007
- Deodorant For Turkmen, Babi Badalov, 2008
- Your Money Or Your Life, Babi Badalov, 2008
- Can You Hear Me, Sergey Ivanovich, Babi Badalov, 2009
- An Artist Not A Fighter, Babi Badalov, 2009
- Bush Brush Bush[3], Babi Badalov, 2009

## Expositions
- 2007 : Moscou, Victor Misiano
- 2009 : Monument to Transformation, City Gallery Prague
- 2010 : Manifesta 8, Murcie & Carthagène
- 2010 : Les Vigiles, les Menteurs, les Rêveurs (The Watchmen, the Liars, the Dreamers), Le Plateau, Centre d'art contemporain, Paris[4]
- 2010 : Lonely at the Top, Muhka, Museum of Contemporary Art, Anvers
- 2015 : Art is myth I am real, Galerie Jérôme Poggi, Paris[5]
- 2018 : Tours, Eternal Gallery, Eternal Network
- 2019-2020 : La Verrière, fondation d'entreprise Hermès, Bruxelles[6]
- 2020-2021 : La clinique du queer, Maison Populaire, Montreuil[7]